# 35 and Ticking
35 and Ticking è un film del 2011 diretto da Russ Parr.